# Ružičasti slak
Ružičasti slak (lat. Convolvulus cantabrica), je zeljasta višegodišnja biljka koja pripada rodu slak iz porodice slakovki.

## Opis
Ovaj povoj je hemikriptofitna skapozna biljka koja doseže prosječno 20–50 cm u visinu. Ima jednostavne, naizmjenične, lancetaste listove, grubo dlakave s obje strane. Široki cvjetovi u obliku lijevka su aktinomorfni ("zvjezdasti", "radijalni") i raspoređeni na dugoj peteljci u pazuhu lista. Vjenčić je dug 15–25 mm dug i obično blijedoružičast, ali može biti potpuno bijel. Cvjetovi su hermafroditi i oprašuju ih kukci (entomogamija). Razdoblje cvatnje traje od svibnja do listopada. Plodovi su okrugle i dlakave kapsule s 2-4 smećkaste sjemenke.

## Galerija
- Biljka Convolvulus cantabrica
- Krupni plan cvijeta Convolvulus cantabrica
- Cvat Convolvulus cantabrica
- List Convolvulus cantabrica

## Rasprostranjenost
Ova vrsta je porijeklom iz južne Europe i široko je rasprostranjena na mediteranskim obalama.

## Stanište
Convolvulus cantabrica preferira stjenovita mjesta, sunčane padine, kserofilne prerije, suhe travnjake i šikare s vapnenastim tlom, na nadmorskoj visini od 0–1,300 metara.

## Vanjske poveznice
- Biolib
- Hlásek
- C, Kantabrika